# Buzica
Buzica – wieś (obec) na Słowacji położona w kraju koszyckim, w powiecie Koszyce-okolice. Pierwsze wzmianki o miejscowości pochodzą z roku 1262. 
Według danych z dnia 31 grudnia 2012, wieś zamieszkiwało 1212 osób, w tym 622 kobiety i 590 mężczyzn.
W 2001 roku rozkład populacji względem narodowości i przynależności etnicznej wyglądał następująco:
- Słowacy – 32,14%
- Czesi – 0,18%
- Romowie – 1,49%
- Węgrzy – 63,49%

Ze względu na wyznawaną religię struktura mieszkańców kształtowała się w 2001 roku następująco:
- Katolicy rzymscy – 83,54%
- Grekokatolicy – 1,49%
- Ewangelicy – 0,44%
- Prawosławni – 0,09%
- Ateiści – 1,05%
- Nie podano – 3,5%